# 里巴马尔-菲克尼
里巴马尔-菲克尼是巴西马拉尼昂州的一个市镇。总面积900.483平方公里，总人口7127人，人口密度7.9人/平方公里。